# River Forest (Indiana)
River Forest é uma cidade  localizada no estado americano de Indiana, no Condado de Madison.

## Demografia
Segundo o censo americano de 2000, a sua população era de 28 habitantes.
Em 2006, foi estimada uma população de 27, um decréscimo de 1 (-3.6%).

## Geografia
De acordo com o United States Census Bureau tem uma área de
0,0 km², dos quais 0,0 km² cobertos por terra e 0,0 km² cobertos por água.

## Localidades na vizinhança
O diagrama seguinte representa as localidades num raio de 12 km ao redor de River Forest.